# Leo Sexton
Leo Sexton (Estados Unidos, 27 de agosto de 1909-6 de septiembre de 1968) fue un atleta estadounidense, especialista en la prueba de lanzamiento de peso en la que llegó a ser campeón olímpico en 1932.

## Carrera deportiva
En los JJ. OO. de Los Ángeles 1932 ganó la medalla de oro en el lanzamiento de peso, llegando hasta los 16.00 metros, superando al también estadounidense Harlow Rothert (plata con 15.67 metros) y al checoslovaco František Douda (bronce con 15.61 metros).